# Zifling

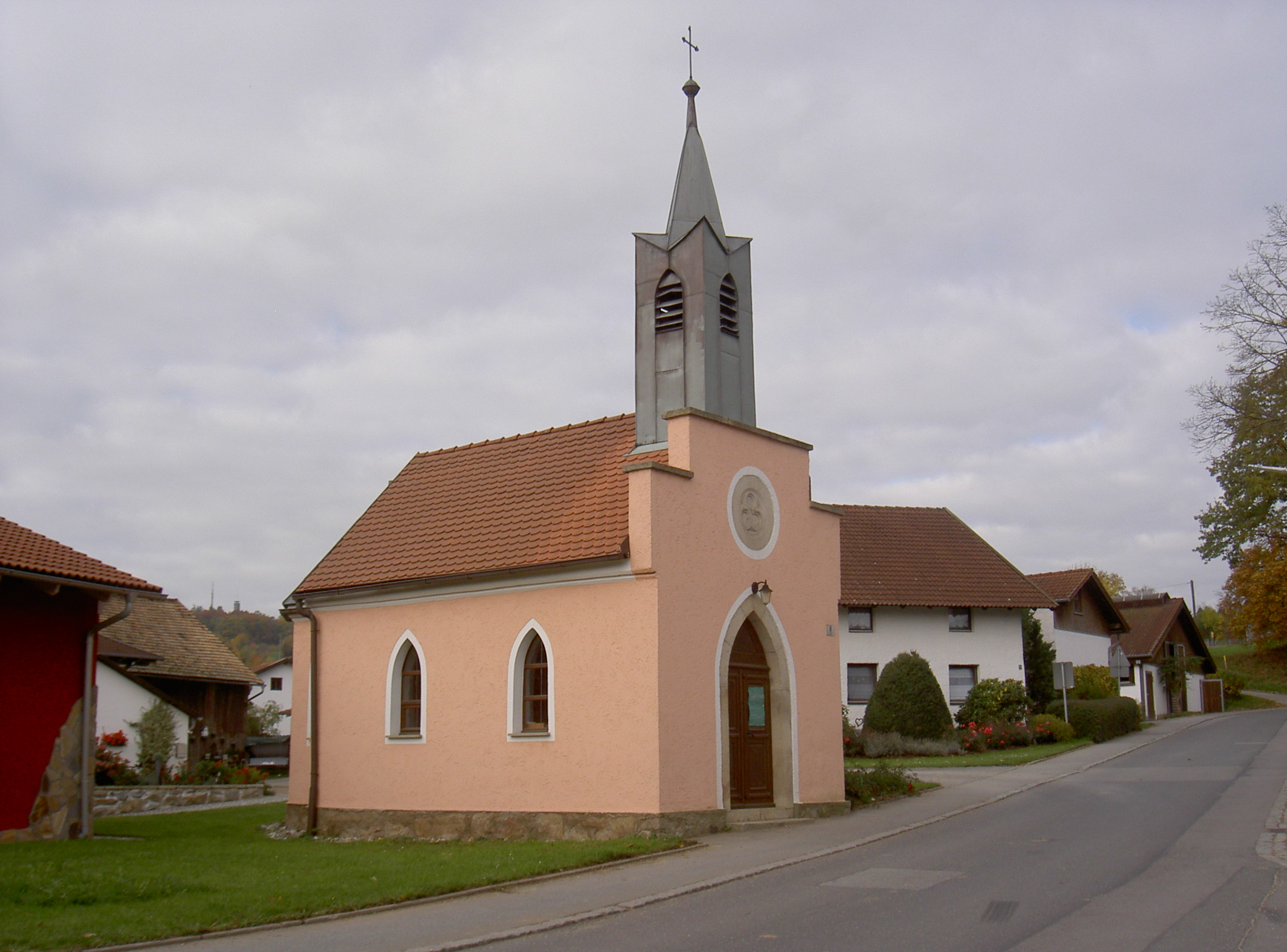
Dorfkapelle in Zifling, 2017

Zifling ist ein Gemeindeteil der Gemeinde Willmering im Landkreis Cham des Regierungsbezirks Oberpfalz im Freistaat Bayern.

## Geografie
Zifling liegt 1 Kilometer südöstlich von Willmering auf der Ostseite der Bundesstraße 22. Nördlich von Zifling verläuft die Bahnstrecke Cham–Waldmünchen. Der nächste Haltepunkt ist Willmering 1 Kilometer nördlich von Zifling.

## Geschichte
Zifling hatte 1752 11 Anwesen, darunter ein Gemeinde-Hüthaus und eine Dienstwohnung des Försters. Die Eigentümer hießen Haimerl, Lankes, Mader, Pongratz, Bermann, Haller, Dax.
1808 wurde die Verordnung über das allgemeine Steuerprovisorium erlassen. Mit ihr wurde das Steuerwesen in Bayern neu geordnet und es wurden Steuerdistrikte gebildet. Dabei kam Zifling zum Steuerdistrikt Waffenbrunn. Der Steuerdistrikt Waffenbrunn umfasste die Orte Waffenbrunn, Maiberg, Pointmühle, Weiher, Prienzing, Stegmühle, Neugeigen, Willmering und Zifling.
1821 wurden im Landgericht Cham Gemeinden gebildet. Aus dem Steuerdistrikt Waffenbrunn gingen die Gemeinden Waffenbrunn und Willmering hervor. Die Gemeinde Willmering erhielt dabei die Orte Prienzing, Stegmühle, Neugeigen, Willmering und Zifling. 1861 umfasste die Gemeinde Willmering die Ortschaften Brennet, Mühlwiese, Neugeigen, Nunsting, Prienzing, Stegmühle, Willmering und Zifling.

## Pfarreizugehörigkeit
Zifling gehörte zunächst zur Pfarrei Chammünster, dann zur Pfarrei St. Jakob, Cham. 1997 hatte Zifling 273 Katholiken.

## Einwohnerentwicklung ab 1838
| Jahr | Einwohner | Gebäude |
| ---- | --------- | ------- |
| 1838 | 100       | 16      |
| 1861 | 87        | 43      |
| 1871 | 73        | 44      |
| 1885 | 117       | 17      |
| 1900 | 150       | 24      |
| 1913 | 175       | 28      |

| Jahr | Einwohner | Gebäude |
| ---- | --------- | ------- |
| 1925 | 131       | 21      |
| 1950 | 210       | 39      |
| 1961 | 272       | 61      |
| 1970 | 402       | k. A.   |
| 1987 | 253       | 79      |
| 2011 | 327       | k. A.   |

## Denkmalschutz und Tourismus
In der Ortsmitte von Zifling steht eine denkmalgeschützte Dorfkapelle. Es handelt sich um einen neugotischen, giebelständigen und abgewalmten Satteldachbau mit eingezogener Apsis, Stufengiebel und Dachreiter, erbaut Ende des 19. Jahrhunderts. Die Kapelle ist unter der Denkmalnummer D-3-72-175-4 registriert.
Am Nordwestrand von Zifling führen der Pandurensteig und der Mountainbikeweg MTB-Tour 24 vorbei.